# ویلو فلاد
ویلو فلاد (انگلیسی: Willo Flood؛ زادهٔ ۱۰ آوریل ۱۹۸۵) بازیکن فوتبال اهل جمهوری ایرلند است.
از باشگاه‌هایی که در آن بازی کرده است می‌توان به باشگاه فوتبال کاردیف سیتی، باشگاه فوتبال میدلزبرو، باشگاه فوتبال روچدیل، باشگاه فوتبال داندی یونایتد، باشگاه فوتبال منچستر سیتی، باشگاه فوتبال سلتیک، باشگاه فوتبال کاونتری سیتی، و باشگاه فوتبال آبردین اشاره کرد.